# 아웃 오브 더 박스
아웃 오브 더 박스(out of the box) 또는 즉시 사용 가능 기능(OOTB)은 특히 소프트웨어에서 공급업체에서 직접 제공되며 제품이 사용 상태가 되었을 때 즉시 작동하는 제품의 기본 기능 또는 내장 기능이다. 소프트웨어의 맥락에서 즉시 사용 가능 기능은 기본적으로 모든 사용자가 사용할 수 있으며 사용자 정의, 수정, 구성, 스크립팅, 애드온, 모듈, 타사 도구 또는 추가 비용이 필요하지 않다.

## 같이 보기
- 설정보다 관습
- 상용 기성품
- 정부 기성품
- 범용 컴퓨팅
- 아웃 오브 박스 익스피리언스